# Croix sonore
La Croix sonore est un instrument de musique électronique proche du thérémine, conçu par Nicolas Oboukhov et construit et perfectionné par Michel Billaudot et Pierre Dauvillier.

## Présentation
La Croix sonore est un instrument de musique électronique proche du thérémine, dans lequel l'antenne est remplacée par une grande croix montée sur une sphère. Le centre de la croix contient une étoile, à peu près au niveau du cœur de l'exécutant. Le circuit électronique figure à l'intérieur de la sphère,,.
Le timbre de l'instrument est produit par un oscillateur harmonique et contrôlé par un potentiomètre. La note émise monte ou descend continument en fonction de la position de la main droite de l'exécutant autour de la croix et le volume sonore est contrôlé au moyen d'un dispositif manuel tenu discrètement dans la main gauche,.
La Croix sonore a été construite par les facteurs Michel Billaudot et Pierre Dauvillier pour le compositeur russe émigré en France Nicolas Oboukhov. Un prototype de l'instrument est présenté à Paris en 1926, avant une version améliorée en 1934. L'instrument est utilisé dans une vingtaine de partitions d'Oboukhov, intégrant une dimension mystique autant que musicale,.
L'instrument était presque exclusivement joué par la musicienne Marie-Antoinette Aussenac de Broglie (1883-1971). Un exemplaire de Croix sonore des années 1930 est conservé au Musée de la musique de la Philharmonie de Paris, dépôt de la Bibliothèque-musée de l'Opéra de Paris,.